# Antonio Manchado
Antonio Manchado Curto (Sabadell, Barcelona, España, 28 de abril de 1965) es un exfutbolista español que se desempeñaba como centrocampista.

## Clubes
| Club            | País   | Año       |
| --------------- | ------ | --------- |
| C. D. Castellón | España | 1983-1992 |
| Palamós C. F.   | España | 1992-1993 |
| Hércules C. F.  | España | 1993-1994 |